# Mouhamed Barro
Mouhamed Barro (Pikine, 10 de mayo de 1995) es un jugador de baloncesto senegalés que juega de pívot.Pertenece a la plantilla del EWE Baskets Oldenburg de la Basketball Bundesliga.

## Trayectoria
Barro llegó al CB Gran Canaria en edad júnior en la temporada 2011-2012. Desde categoría cadete, el jugador ha crecido personal y deportivamente en La Vega de San José.
El senegalés tiene experiencia ACB de la mano del Herbalife Gran Canaria, equipo que compaginó con la liga Endesa y la Eurocup durante la campaña 2014-2015 mientras disputaba también la Primera Autonómica de Gran Canaria. Barro ayudó al primer equipo en el curso 2014-15, disputando cuatro partidos ACB y siete en Eurocup. En la competición continental completó buenas actuaciones, como la que llevó a firmar 13 puntos y 9 rebotes ante ASVEL Lyon.
Más tarde, jugaría en el CBA Gran Canaria de liga EBA, donde promedió 12.7 puntos y 8.6 rebotes por partido.
En la temporada 2016-17 es fichado por el Unión Financiera Oviedo, de la LEB Oro, ocupando puesto de Cotonú. Tras dos temporada en Oviedo vuelve a la ACB en 2018 fichando por Gipuzkoa Basket.
En la temporada 2019-20 el senegalés se marchó al Lille Metropole Basket Clubs para jugar en la PRO B, la segunda liga francesa, donde una lesión truncó su progresión y solo pudo jugar dos partidos.
En junio de 2020, se compromete por una temporada con el Club Basquet Coruña de la Liga LEB Oro.
El 2 de julio de 2021, firma por el Club Melilla Baloncesto de la Liga LEB Oro.
El 30 de mayo de 2022, se compromete con el Gaiteros del Zulia de la Superliga Profesional de Baloncesto, la máxima división venezolana.
El 7 de julio de 2022, firma por el BC CSU Sibiu de la Liga Națională, la máxima competición de Rumanía, que dirige el técnico español Miguel Ángel Hoyo.
El 11 de agosto de 2024 fichó por el club kosovar Trepça de la Superliga de baloncesto de Kosovo y la Liga Unike.
El 1 de febrero de 2025 firmó por el EWE Baskets Oldenburg de la Basketball Bundesliga alemana.